# Gana Abhiyan Orissa
Gana Abhiyan Orissa (Folkkampanjen i Orissa), också kallad Orissa Gana Abhiyan, är en politisk organisation i den indiska delstaten Odisha. Organisationen bildades som en utbrytning ur Socialist Unity Centre of India efter att den lokale partiledaren Mayadhar Naik uteslutits ur SUCI i slutet av 1990-talet. Naik menar att uteslutningen berodde på ideologiska motsättningar, medan SUCI hävdar att Naik hade gjort sig skyldig till korruption.
GAO har arbetat mycket med organiserandet av adivasis och daliter.
I valet 1999 ställde inte GAO upp med egna kandidater utan stödde 'vänstern och demokratiska krafterna'. Inför valet 2004 diskuterades samarbete med Kongresspartiet. Exakt vad organisationens status är i dag (2004) oklart, det kan vara så att Naik gått med i Kongresspartiet.
Ordet gao betyder 'by'.